# Охотхозяйство (Калязинский муниципальный округ)
Охотхозяйство — деревня в Калязинском районе Тверской области. Входит в состав Нерльского сельского поселения.

## География
Находится в юго-восточной части Тверской области на расстоянии приблизительно 16 км на юг-юго-запад по прямой от районного центра города Калязин недалеко от левого берега реки Нерль.

## История
Была отмечена на карте 1978 года как поселение с 6 дворами .

## Население
Численность населения: 60 (русские 98 %) в 2002 году, 51 в 2010.